# Malaita Eagles
El Malaita Eagles es un equipo de fútbol de Islas Salomón que juega en la S-League, la primera división de fútbol en el país.

## Historia
Fue fundado en el año 1990 en la ciudad de Malaita como Malaita Kingz, y en 1997 ganaron su primera Copa de Islas Salomón, la primera de cuatro que han ganado en total.
A nivel internacional han participado en un torneo continental, en el Campeonato de Clubes de Oceanía 1999 donde fue eliminado en la fase de grupos.

## Palmarés
- Copa de Islas Salomón: 4

1997, 1999, 2009, 2017

## Participación en competiciones de la OFC
| Temporada | Torneo                          | Ronda          | Club               | Resultado |
| --------- | ------------------------------- | -------------- | ------------------ | --------- |
| 1999      | Campeonato de Clubes de Oceanía | Fase de grupos | South Melbourne FC | 1-2       |
| 1999      | Campeonato de Clubes de Oceanía | Fase de grupos | Konica Machine     | 14-2      |